# Tournoi européen de Russie de rugby à sept
Le Tournoi européen de Russie de rugby à sept est un tournoi annuel européen de rugby à sept comptant pour les Seven's Grand Prix Series.

## Historique
Le tournoi se dispute annuellement dans la ville de Moscou.

## Palmarès
Depuis la réforme des Seven's Grand Prix Series de 2011 :
- 2011 :  Angleterre
- 2012 :  Angleterre
- 2013 : pas d'édition
- 2014 :  Angleterre
- 2015 :  France
- 2016 :  Russie
- 2017 :  Irlande
- 2018 :  Irlande
- 2019 :  France